# Fanny (film 1961)
Fanny  è un film del 1961 diretto da Joshua Logan.

## Trama
Siamo negli anni 20 del '900: César è un barista a Marsiglia. Marius, il figlio diciannovenne, lavora col padre ma non ha in mente altro che andar per mare e abbandonare la noiosa vita che conduce. L'unica cosa che lo trattiene è il suo legame con Fanny, una ragazza di 18 anni con cui è cresciuto. Fanny vende pesce giù al porto, insieme a sua madre. Ama da sempre Marius e cerca di stargli vicino, ma Marius la respinge.
Fanny invita Marius a un ballo della domenica sera, ma ne riceve un ennesimo rifiuto. All'insaputa di Fanny, Marius ha deciso di partire l'indomani; è stato ingaggiato come marinaio in una spedizione scientifica intorno al mondo, incoraggiato dal suo amico chiamato l'Ammiraglio. Fanny ne rimane terribilmente offesa.
Nel frattempo, un ricco mercante avanti negli anni, Panisse, chiede un incontro con la madre di Fanny, Honorine, e le chiede di concedergli la mano di Fanny; intende sposarla anche sapendo che lei ama un altro. Di fronte alla ricchezza di Panisse, Honorine acconsente.
Fanny, invece, dice a Marius di aver respinto le proposte di Panisse perché lei ama solo lui ed è disposta ad aspettarlo, anche se la sua assenza durasse cinque anni. Il loro amore esplode commosso e li porta a passare la notte insieme.
La mattina dopo, Honorine scopre i due amanti a letto; a quel punto pensa, insieme a César, di organizzare il matrimonio dei due giovani, ma Fanny si oppone e spinge Marius a partire; teme che, una volta sposati, Marius rimpianga poi di aver perso la sua opportunità di realizzare il suo sogno, ossia di partire, e cominci perciò a odiare sua moglie.
Marius parte; ma dopo due mesi Fanny scopre di essere incinta di lui. Comunica la notizia a Panisse, ma questi si dice felicissimo: conferma la sua decisione di sposare Fanny; avrà un bimbo che porterà il suo nome. Al bimbo verrà dato il nome di Césario Marius Panisse.
Primo compleanno di Césario: Panisse va a Parigi per affari e Marius riappare, in licenza. Apprende del bambino e chiede perdono a Fanny, chiedendole di tornare da lui. Panisse, rientrato a casa, non si oppone a che Fanny se ne vada con Marius, ma non si separerà mai dal bambino; sa benissimo che Fanny non accetterebbe mai di separarsi dal figlio. A Marius non resta che andarsene da solo.
Dieci anni dopo: Césario freme all'idea della sua prossima festa di compleanno. Andato giù al porto con la madre, Césario comincia a girovagare e incontra l'Ammiraglio che, senza dir nulla a nessuno, lo prende e lo porta in mare facendolo riunire al vero padre, Marius, anche se il bambino non ha alcuna idea di chi sia quell'uomo. Panisse, alla scomparsa del bambino, si dispera. Quando si ammala, Fanny va da Marius annunciandogli che Panisse sta per morire. Marius, allora, riporta il bambino dal patrigno morente. Prima di morire, Panisse detta una lettera in cui chiede che, dopo la sua morte, Marius sposi Fanny e fa una sola richiesta: che Césario conservi il suo cognome.

## Riconoscimenti
- 1962 - Premio Oscar
  - Candidatura al miglior film a Joshua Logan
  - Candidatura al miglior attore a Charles Boyer
  - Candidatura alla miglior fotografia a Jack Cardiff
  - Candidatura al miglior montaggio a William Reynolds
  - Candidatura alla miglior colonna sonora a Morris Stoloff ed Harry Sukman

- 1962 - Golden Globe
  - Candidatura al miglior film drammatico
  - Candidatura al miglior attore in un film drammatico a Maurice Chevalier
  - Candidatura alla miglior attrice in un film drammatico a Leslie Caron
  - Candidatura alla miglior colonna sonora ad Harold Rome

- 1961 - National Board of Review Awards
  - Migliori dieci film